# Magadino
Magadino es una antigua comuna suiza del cantón del Tesino, localizada en el distrito de Locarno, círculo de Gambarogno.

## Fusión
A partir del 25 de abril de 2010 la comuna de Magadino es una de las nueve "fracciones" de la comuna de Gambarogno, junto con las antiguas comunas de Caviano, Contone, Gerra (Gambarogno), Indemini, Piazzogna, San Nazzaro, Sant'Abbondio y Vira (Gambarogno).
Magadino fue una de las ocho comunas en aprobar la votación consultativa del 27 de noviembre de 2007 en la que se preguntaba a los votantes si estaban de acuerdo con la fusión de las nueve comunas en una sola denominada Gambarogno. En Caviano de un total de 568 votos (53,5 % de participación), 425 fueron a favor (75%), mientras que 140 fueron desfavorables (25%). Magadino fue la comuna con menor participación, aunque haya sido mayor al 50%, en realidad el porcentaje es relativamente bajo ya que se trata de la comuna con mayor número de votantes.

## Geografía
Magadino se encuentra asentada a orillas del lago Mayor. La antigua comuna limita al norte con la comuna de Locarno, al este con Contone, al sureste con Rivera, al sur con Vira (Gambarogno), y al oeste con Minusio y Tenero-Contra.